# Atak atomowy na Hiroszimę i Nagasaki

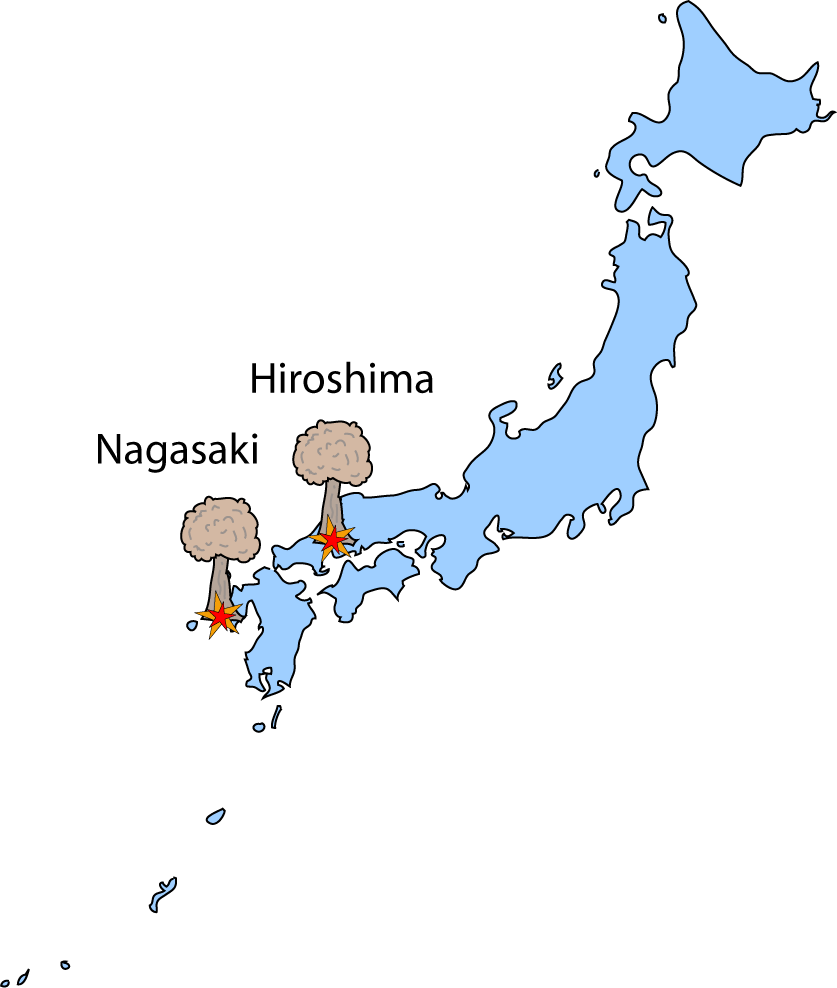
Hiroszima i Nagasaki – dwa miasta, na które zrzucono bomby atomowe

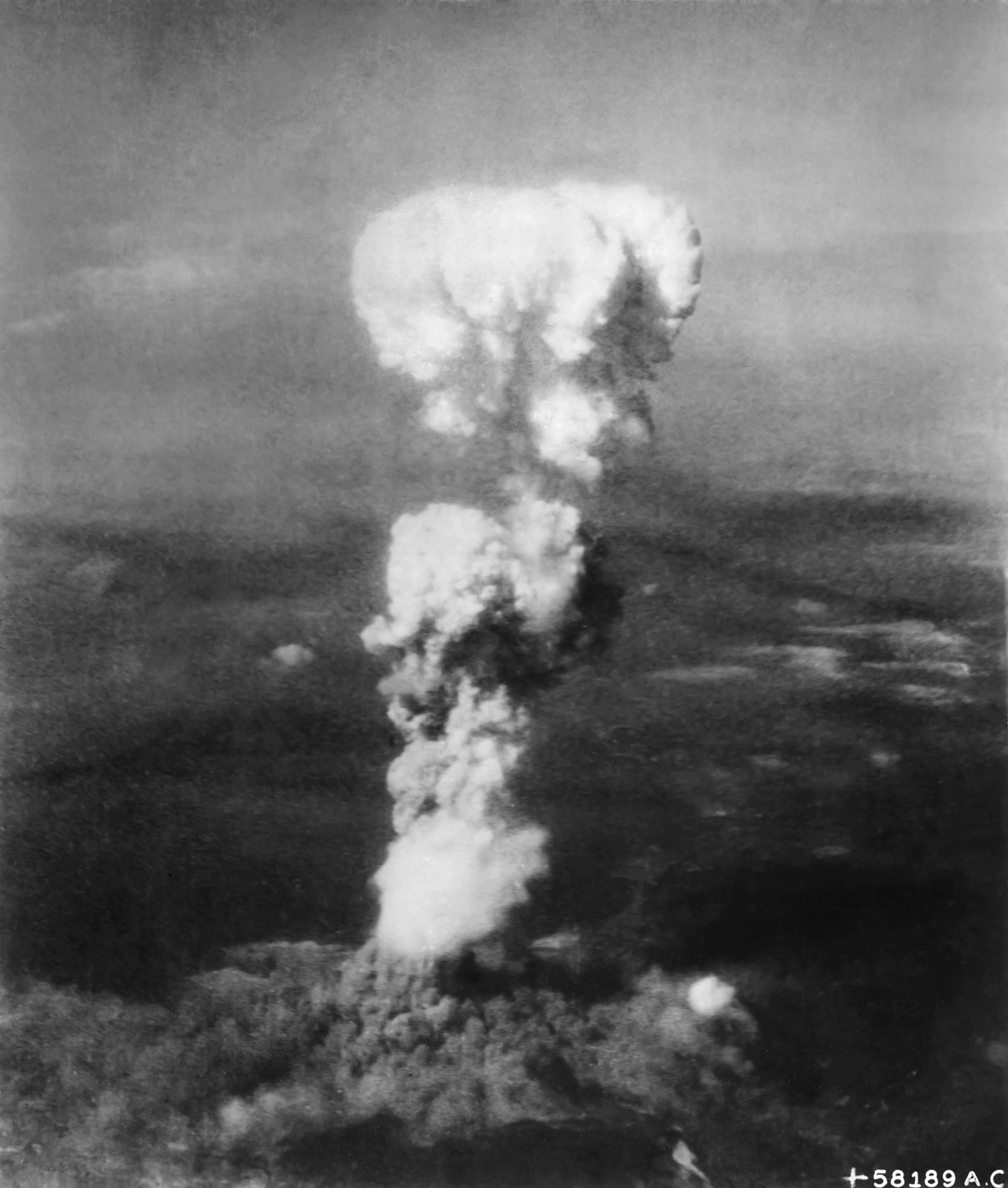
Grzyb atomowy po wybuchu bomby atomowej nad Hiroszimą w dniu 6 sierpnia 1945 roku

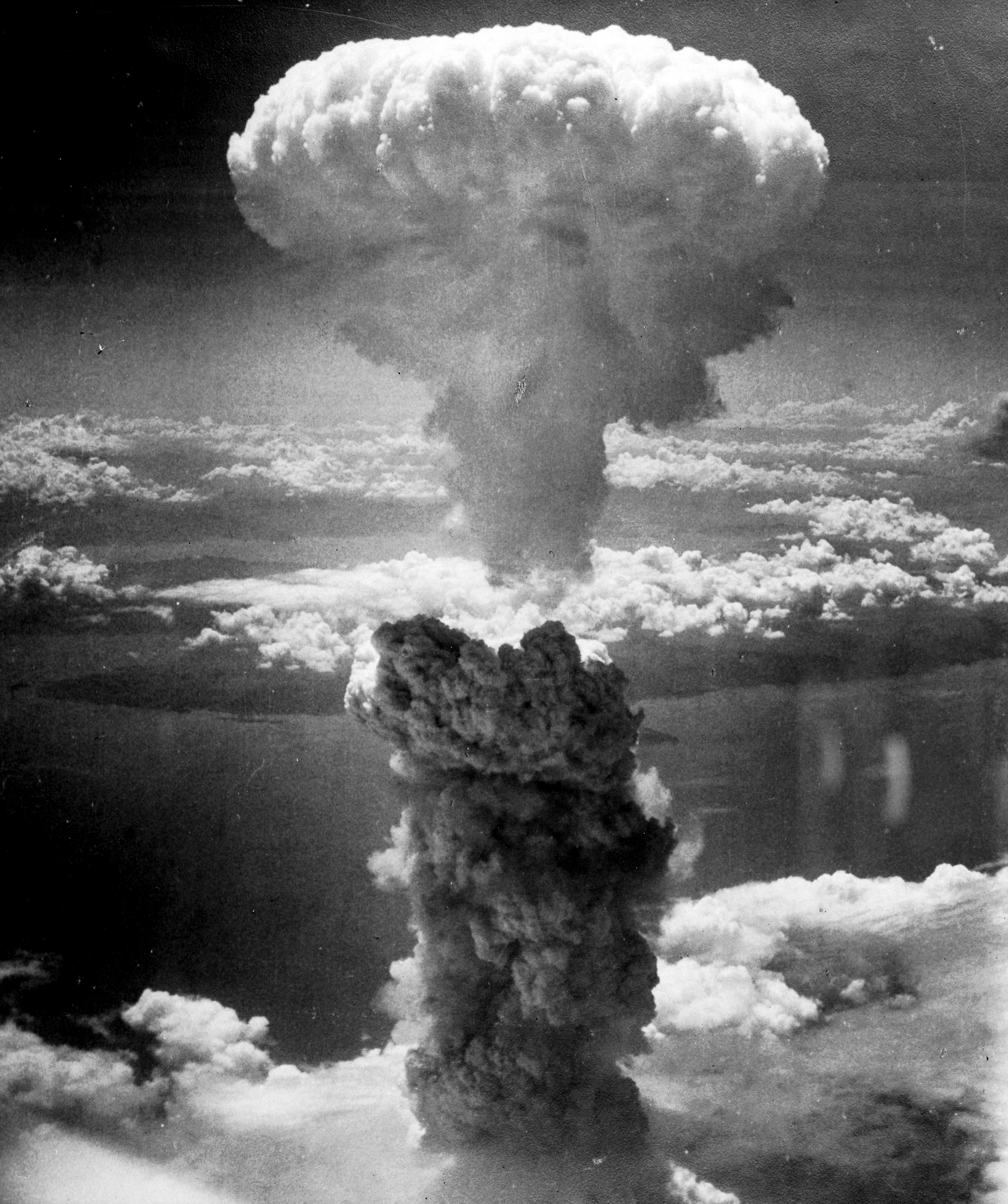
Grzyb dymu powstały w wyniku wybuchu bomby atomowej nad Nagasaki 9 sierpnia 1945 roku

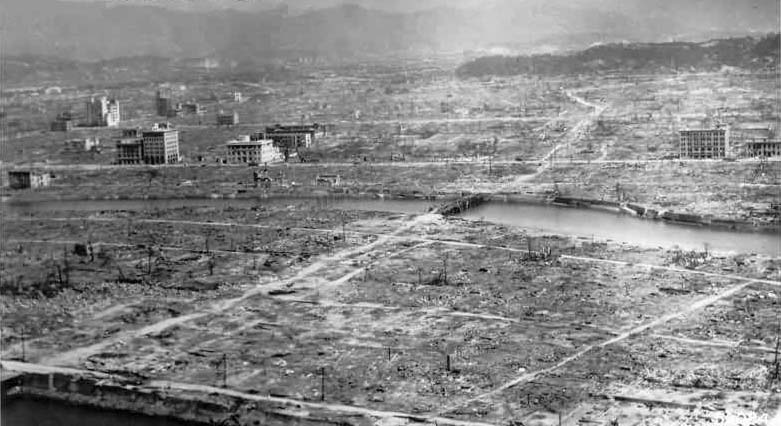
Hiroszima po atakach

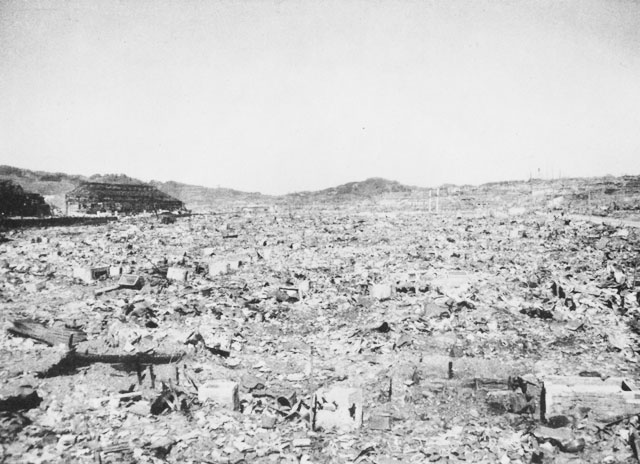
Centrum Nagasaki

Atak atomowy na Hiroszimę i Nagasaki – jedyne w historii dwa przypadki użycia broni atomowej do działań zbrojnych. Ataków dokonały Stany Zjednoczone na Japonię w 1945 roku: 6 sierpnia o godzinie 8:15 w Hiroszimie oraz 9 sierpnia o godzinie 11:02 w Nagasaki.

## Sytuacja w lecie 1945 roku
Po kapitulacji III Rzeszy wysiłki wielkich mocarstw zostały skierowane na pokonanie Japonii. Wojska amerykańskie, stosując taktykę „żabich skoków”, zbliżały się do głównych wysp japońskich. Od czerwca 1944 roku, po zdobyciu Marianów, dowództwo USAAF-u regularnie wysyłało B-29 Superfortressy na miasta japońskie. Mimo licznych nalotów Japonia nie zgadzała się na bezwarunkową kapitulację. Tej sytuacji nie zmienił potężny dywanowy nalot z 9/10 marca 1945 na Tokio – najbardziej niszczycielski atak powietrzny w historii, przeprowadzony z użyciem bomb zapalających. Wobec tego naczelne dowództwo planowało operację pod kryptonimem Downfall, która zakładała desant 777 tys. żołnierzy amerykańskich na wybrzeżu Kiusiu. Amerykanie, mając na względzie duże straty poniesione od ataków kamikaze m.in. podczas bitwy o Okinawę, byli świadomi potencjalnych strat i szukali dla niej alternatywy. Zdaniem niektórych badaczy (np. Robert Butow) atak atomowy nie był konieczny i uzasadniony, a Japonia i tak prędzej czy później by skapitulowała. Gen. Leslie Groves był zdania, że atak atomowy należało przeprowadzić z uwagi na poniesione koszty Projektu Manhattan. Amerykański historyk Gar Alperowitz twierdzi, że bomby atomowe nie zostały zrzucone przez USA na Japonię, aby przyspieszyć zakończenie wojny, lecz w celu zastraszenia władz Związku Radzieckiego. Krytycy ataku atomowego uważają, że był on zbędny oraz nie służył do wygrania wojny i postrzegają go jako zbrodnię wojenną lub ludobójstwo.

## Budowa bomby
Amerykański program budowy bomby jądrowej znany jako Projekt Manhattan rozpoczęto już w 1942 roku z obawy, że III Rzesza zdobędzie tego typu broń jako pierwsza, na polecenie prezydenta Franklina Delano Roosevelta. W pracach nad zbudowaniem bomby brali udział najznakomitsi fizycy, wśród nich wielu noblistów, a program jej opracowania był ówcześnie najdroższym programem naukowo-badawczym w historii, pochłaniając sumę 2 miliardów ówczesnych dolarów. Pierwszy próbny wybuch bomby odbył się 16 lipca 1945 roku na poligonie wojskowym w stanie Nowy Meksyk. Siła rażenia nowej broni zaskoczyła wszystkich naukowców i obserwatorów.

## Atak na Hiroszimę i Nagasaki

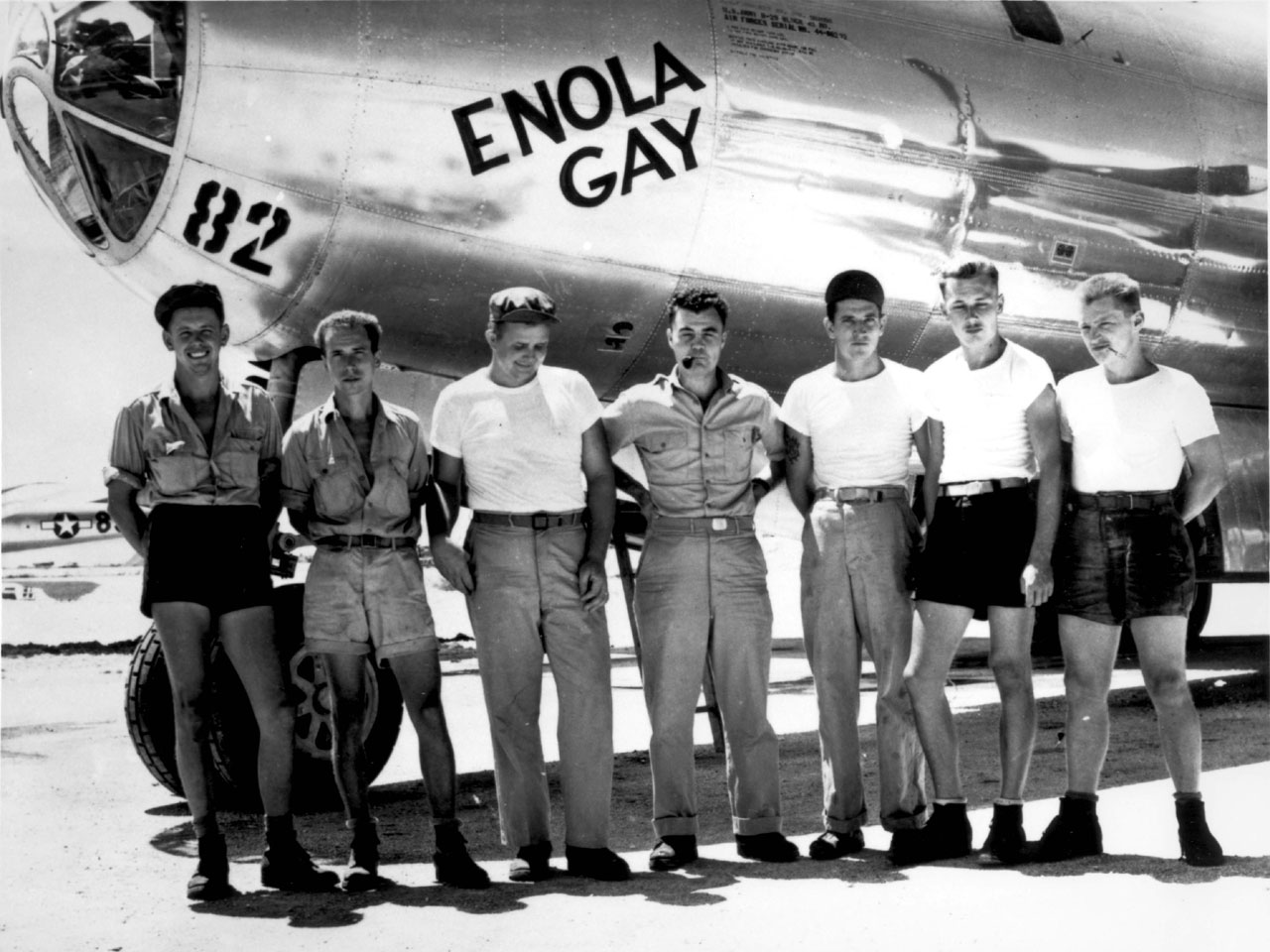
Załoga (niekompletna) bombowca B-29 Superfortress „Enola Gay”, który zrzucił „Little Boya”

Na Konferencji poczdamskiej sekretarz wojny Henry Stimson poinformował prezydenta Trumana, że prace nad bombą zostały ukończone i w przeciągu trzech tygodni może zostać zrzucona na jedno z miast japońskich. Brano pod uwagę Hiroszimę, Kokurę lub Niigatę – były to miasta, które do tej pory nie ucierpiały w najmniejszym stopniu od ataków ogniowych. 26 lipca Truman ogłosił tzw. deklarację poczdamską, w której jednoznacznie określił sposób zakończenia wojny – bezwarunkowa kapitulacja cesarstwa. Tego też dnia na wyspę Tinian przybył ciężki krążownik USS „Indianapolis”, przywożąc elementy bomby nazwanej „Little Boy”. Przez dwa dni japoński rząd obradował nad deklaracją. Wreszcie ogłoszono, że Japonia nie zgadza się na postawione warunki.
W dniu 31 lipca montaż „Little Boy” został zakończony. Następnego dnia bomba była gotowa do użycia. W tym czasie pułkownik Paul Tibbets, dowódca specjalnie utworzonej do przeprowadzenia akcji 509. Grupy Mieszanej (Composite Group), skrupulatnie dobierał sobie załogę. Po południu 5 sierpnia generał Curtis LeMay potwierdził misję zaplanowaną na następny dzień. Do realizacji zadania wyznaczono łącznie siedem B-29. Pierwsze trzy miały rozpoznać pogodę nad wyznaczonymi celami – Hiroszimą, Kokurą i Nagasaki (Niigatę wyłączono, prawdopodobnie ze względu na pogodę). Bombę załadowano do bombowca Boeing B-29 Superfortress o nazwie własnej „Enola Gay” (nr boczny 82). Rezerwowy B-29 znajdował się na wyspie Iwo Jima w stałym pogotowiu, na wypadek kłopotów technicznych. Razem z „Enola Gay” miały lecieć bombowiec B-29 „The Great Artiste”, wyposażony w aparaturę kontrolno-pomiarową przeznaczoną do określenia efektów wybuchu oraz samolot z numerem 911, z obsadą naukowców wyposażonych w kamery i sprzęt do fotografowania.

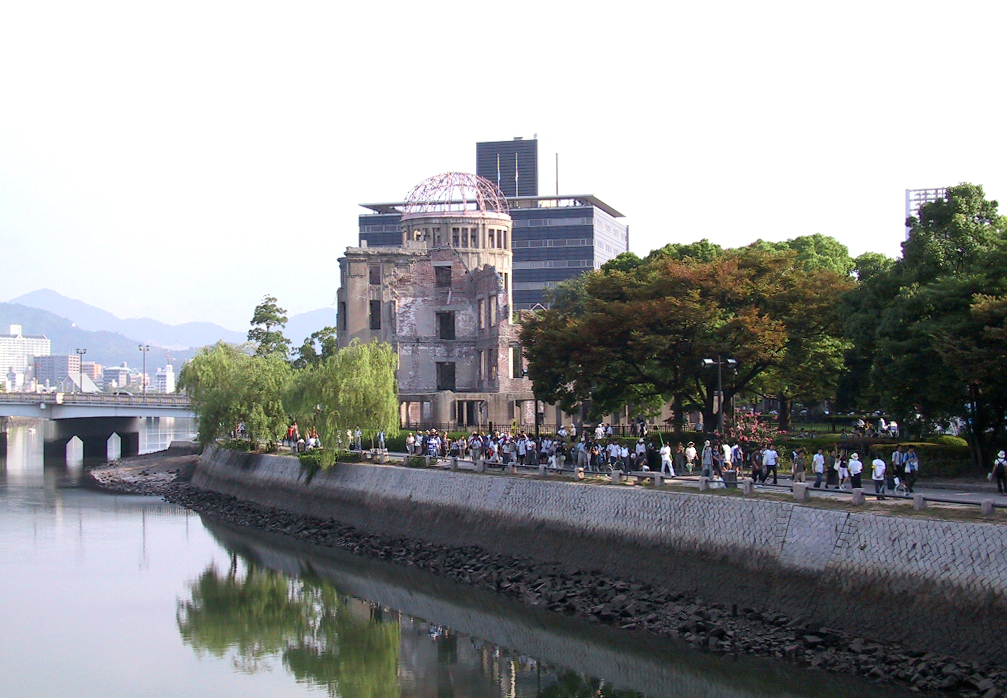
Mieszkańcy Hiroszimy w drodze na uroczystości rocznicowe 6 sierpnia 2004 przechodzą obok Kopuły Bomby Atomowej, budynku, który znalazł się prawie pod eksplodującą bombą

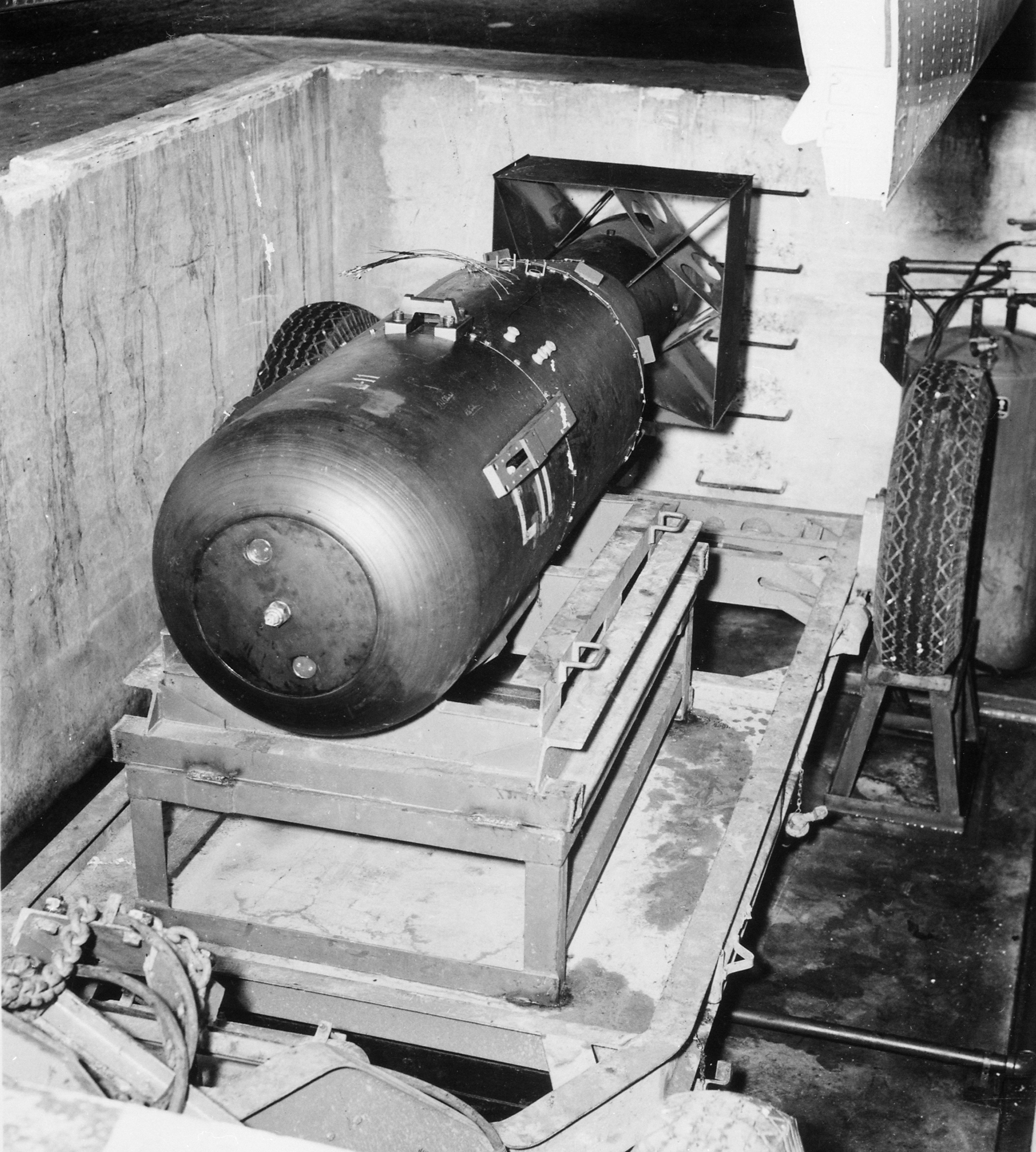
Bomba „Little Boy” (Mały chłopiec) zrzucona na Hiroszimę

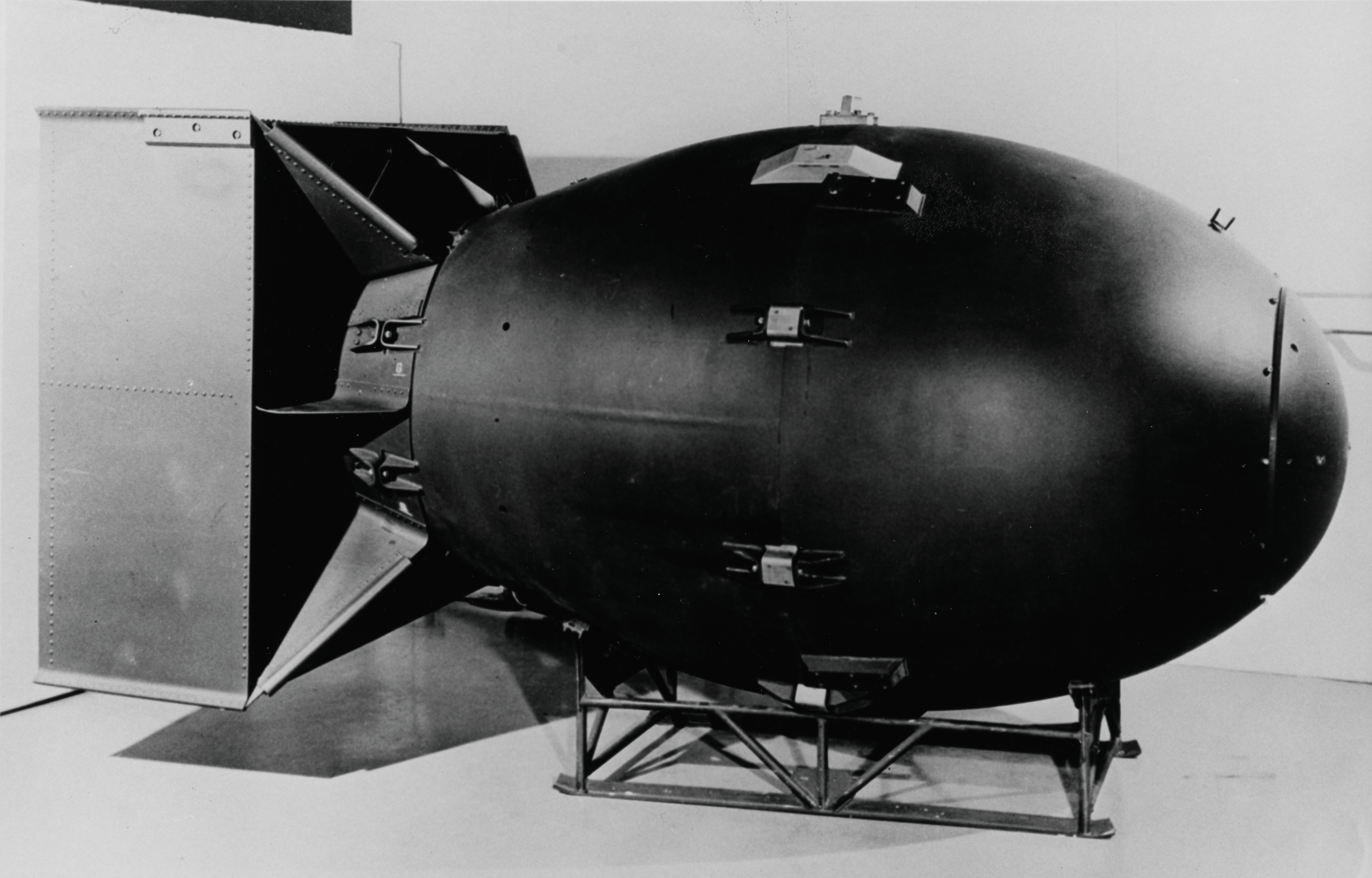
Bomba „Fat Man” (Grubas, Tłuścioch) zrzucona na Nagasaki

### Hiroszima
Start przypadł na godzinę 2:45 w dniu 6 sierpnia. Piętnaście minut później inżynier Parsons wraz z podporucznikiem Jeppsonem rozpoczęli ostatni montaż urządzenia detonującego. O 5:52 samolot „Enola Gay” spotkał się nad Iwo Jimą z trzema pozostałymi B-29. O 7:25 Claude Eatherly, pilot bombowca sprawdzającego pogodę nad Hiroszimą, przekazał, że warunki atmosferyczne są dobre. O 7:30 Parsons po raz ostatni wszedł do komory bombowej i uzbroił bombę. O 8:15:19 została ona zrzucona. Był to pierwszy w historii przypadek ataku atomowego.
„Little Boy” wybuchł o 8:16:02 (czasu Hiroszima), 43 sekundy po zrzuceniu z „Enoli Gay”, 580 metrów nad dziedzińcem szpitala Shima, 240 metrów na południowy wschód od mostu Aioi, w który celował bombardier Thomas Ferebee. Wybuch miał siłę ok. 16 kiloton TNT. Nad centrum miasta zaczął formować się gigantyczny słup dymu, przybierający kształt grzyba. Jego wysokość sięgała kilkunastu kilometrów. Szacuje się, że zginęło około 30% populacji miasta (70–90 tys. mieszkańców), a liczba ta do dziś jest sporna. Z 76 tys. budynków w Hiroszimie, 70 tys. zostało zburzonych lub uszkodzonych, w tym 48 tys. całkowicie.

### Nagasaki
Zrzucenie bomby na Hiroszimę nie doprowadziło do bezwarunkowej kapitulacji Japonii (silne stronnictwo wojskowych w Tokio przekonywało cesarza, że Amerykanie dysponowali tylko jedną bombą). Amerykanie zdecydowali więc o kontynuowaniu „nalotów atomowych”. Dodatkowym czynnikiem motywującym do szybkiego zakończenia wojny z Japonią były szybkie postępy ofensywy radzieckiej w Mandżurii.
9 sierpnia Amerykanie wykonali kolejny nalot. Tym razem dokonał tego, również należący do 509. Grupy Tibbetsa, B-29 o nazwie „Bockscar” (od nazwiska jego dowódcy Fredericka Bocka). Samolot wystartował z Tinianu o 3:47, a jego pierwszym pilotem był mjr Charles W. Sweeney. O wiele bardziej złożona implozyjna bomba plutonowa „Fat Man” spadła na Nagasaki. Pierwotnie celem miała być Kokura, jednak zbyt duża pokrywa chmur uniemożliwiająca celowanie optyczne oraz coraz bardziej aktywna japońska obrona przeciwlotnicza nad miastem, spowodowały zmianę obiektu ataku.
Bombowiec (pomimo 50 minut oczekiwania nie spotkał się nad Yakushimą ze swoją eskortą) skierował się nad cel rezerwowy – Nagasaki. Pogoda nad tym miastem była lepsza, jednak bomba nie została zrzucona precyzyjnie. Również tu zastano chmury i ostatecznie wybuchła ona ok. 3 km od planowanego celu, nad dzielnicą Urakami, w której znajdowała się między innymi katolicka katedra. Bomba wybuchła o 11:02 czasu lokalnego z siłą ocenianą później na 22 kilotony TNT.
Ponieważ otaczające dzielnicę wzgórza osłabiły siłę fali uderzeniowej, „Fat Man”, pomimo że silniejszy niż „Little Boy” zrzucony na Hiroszimę, spowodował mniejsze szkody w ludziach i zabudowaniach. Niemniej miasto zostało całkowicie zniszczone w promieniu ok. 1,6 km od miejsca wybuchu, a do sporych zniszczeń w dalszych jego częściach doprowadziły liczne pożary. Szacuje się, że eksplozja bomby „Fat Man” zabiła 40–70 tys. osób (do końca roku 1945 zmarło 70 tys. ludzi), w tym nieznaną liczbę uchodźców z Hiroszimy.

## Skutki ataku

Mapa pokazująca trasy lotów bombowców B-29 nad Hiroszimę i Nagasaki

Ataki bronią atomową wciąż nie przekonywały japońskich władz do kapitulacji. Kręgi wojskowe były zdecydowane dalej prowadzić wojnę. Dopiero 10 sierpnia cesarz Hirohito rozkazał przyjąć propozycję Amerykanów i to jego autorytet, niezaprzeczalny dla każdego ówczesnego Japończyka, w dużym stopniu zadecydował o kapitulacji kraju. Jedynym warunkiem japońskiej propozycji przekazanej za pośrednictwem Szwajcarii było, aby Hirohito zachował tytuł i pozycję cesarza (prerogatywy). Tego samego dnia wieczorem prezydent Truman przyjął kapitulację Japonii i nazajutrz rozkazał wstrzymanie wszelkich operacji wojskowych (kolejny nalot atomowy z użyciem bomby „Fat Man II” był przygotowywany na 17–18 sierpnia). 15 sierpnia cesarz wygłosił orędzie, w którym ogłosił zawieszenie broni. 2 września na pokładzie pancernika USS „Missouri” Japonia podpisała akt bezwarunkowej kapitulacji.
Oszacowanie rzeczywistych strat (zabici i zmarli w ciągu pierwszego dnia po wybuchu) jest niemożliwe. Oficjalne szacunki amerykańskie w 1945 roku mówiły o 70 tys. śmiertelnych ofiar w Hiroszimie. Jezuici mający swoją misję w Hiroszimie podawali liczbę co najmniej 100 tys. zabitych. Później liczba ta stopniowo rosła, co należy przypisać chorobie popromiennej i skażeniu radioaktywnemu.
Badacze zadawali ludziom bardzo szczegółowe pytania (np. „na jakim przedmieściu, jakiej ulicy, w którym domu znajdował się pan, gdy bomba detonowała?”) i na tej podstawie starali się wyliczyć dawkę promieniowania, jaka przypadła każdej osobie oddzielnie. Śledząc dalsze losy tych osób ustalono, że:
- 89 zachorowało na nowotwory krwi[10];
- 440 zmarło na guzy nowotworowe;
- 250 padło ofiarą popromiennych zawałów serca;
- 30 noworodków przyszło na świat z upośledzeniem umysłowym.

### Hibakusha
Osoby, które zostały pokrzywdzone bezpośrednio w wyniku wybuchów bomb atomowych lub są dziećmi pokrzywdzonych w ten sposób matek, mają w Japonii status hibakusha („ludzie dotknięci eksplozją”). Otrzymują od rządu specjalny zasiłek, dodatki związane z kosztami leczenia chorób będących następstwem napromieniowania oraz prawo do refundacji kosztów pogrzebu. Jedyną osobą, która uzyskała podwójny status hibakusha w związku z przeżyciem zarówno wybuchu w Hiroszimie jak i w Nagasaki, był zmarły w styczniu 2010 Tsutomu Yamaguchi.

### Porównanie z innymi atakami lotniczymi II wojny światowej
Atak atomowy na Hiroszimę i Nagasaki nie był najbardziej krwawym atakiem lotniczym podczas II wojny światowej. Więcej ludzi zginęło 9/10 marca 1945 roku podczas nocnego nalotu dywanowego na Tokio przy użyciu bomb zapalających – straty (głównie w wyniku burzy ogniowej) wyniosły ok. 120 tys. osób. Najkrwawszym atakiem w Europie była seria nalotów na Drezno 13/14 lutego 1945 roku. Liczba ofiar jest jednak trudna do oszacowania, ponieważ nieznana jest liczba uchodźców z Prus Wschodnich, którzy znaleźli się w mieście podczas nalotu, uciekając przed Armią Czerwoną. Jeśli natomiast uwzględni się liczbę zabitych w stosunku do całej populacji, to Hiroszima i Nagasaki pozostają najkrwawszymi nalotami tej wojny: w przypadku Hiroszimy było to co najmniej 30% zabitych, a Nagasaki nawet 50%, podczas gdy w Tokio i Dreźnie ok. 10%. Istotna była też kwestia psychologiczna: w ataku atomowym jeden samolot i jedna bomba wystarczyły do zniszczenia miasta. Drugą kwestią były choroby popromienne (zwłaszcza oparzenia) u rannych – ten skutek nie występował podczas konwencjonalnych ataków powietrznych.